# L'imperi del dolor
L'Imperi del Dolor: La història secreta de la dinastia Sackler (en anglès, Empire of Pain: The Secret History of the Sackler Dynasty) és un llibre de Patrick Radden Keefe publicat el 2021. El llibre explica la història de la família Sackler, incloent la fundació de Purdue Pharma L.P., la seva actuació en la comercialització de productes farmacèutics i el paper central de la família en l'epidèmia d'opioides. El llibre sorgeix arran d'un article de Keefe publicat el 2017 sobre la família Sackler al The New Yorker, titulat The Family That Built an Empire of Pain (La família que va construir un imperi de dolor).
El llibre fou traduït al català per Ricard Gil i publicat per Edicions del Periscopi el setembre de 2021.

## Crítica
El llibre ha estat àmpliament elogiat per la crítica. La revista New York va apuntar que L'imperi de dolor difereix d'altres investigacions sobre la família Sackler i el seu paper en la crisi dels opioides, qualificant el llibre com "essencialment una història familiar". Zachary Siegel, escrivint a The New Republic, va qualificar el llibre com un "important registre de la cobdícia privada facilitada per un govern corrupte".